# اوسترووتس-لهوتکا
اوسترووتس-لهوتکا (به چکی: Ostrovec-Lhotka) یک منطقهٔ مسکونی در جمهوری چک است که در ناحیه روکیتسانی واقع شده‌است. اوسترووتس-لهوتکا ۲۰٫۱۴ کیلومتر مربع مساحت و ۸۵ نفر جمعیت دارد و ۳۹۵ متر بالاتر از سطح دریا واقع شده‌است.